# Arm (ledemaat)
Arm is bij de mens de aanduiding voor het ledemaat dat bovenaan de borstkas is bevestigd. Het bestaat uit de bovenarm en de onderarm.
Vrijwel alle gewervelde dieren hebben twee voorste (of bovenste) ledematen en twee achterste (of onderste) ledematen. Bij de mens hebben de bovenste ledematen, de armen, een belangrijke functie als grijpmechanisme. Voor de voortbeweging hebben ze een minder belangrijke functie (alleen nog bij klimmen, zwemmen, en om bij hardlopen het evenwicht te bewaren).
Bij bijna alle andere dieren dient de arm voornamelijk voor de voortbeweging. Bij vogels en vleermuizen zijn de armen omgevormd tot vleugels. Sommige dieren, zoals apen en eekhoorns, gebruiken ze ook als grijporgaan. Bij lopende dieren worden de voorste ledematen niet "arm" genoemd maar "voorpoot".
Er is een onmiskenbare anatomische analogie met het been. Bij dieren die op vier poten lopen, zoals paarden, zijn de voorste en achterste ledematen eigenlijk identiek, maar ook bij de mens, waar armen en benen een zeer verschillende functie hebben, zijn er nog veel overeenkomsten te vinden.

## Anatomie
- botten:
  - opperarmbeen
  - spaakbeen
  - ellepijp
  - Handwortelbeenderen
    - Scheepvormig beentje
    - halvemaanvormig beentje
    - Driehoeksbeentje
    - Erwtbeentje
    - Groot veelhoekig beentje
    - Klein veelhoekig beentje
    - Kopbeentje
    - Haakbeentje

  - Middenhandsbeenderen
  - Vingerkootjes
    - Onderste vingerkootje
    - Middelste vingerkootje
    - Bovenste vingerkootje
- gewrichten :
  - schoudergewricht
  - ellebooggewricht
  - polsgewricht
- spieren :
  - Deltaspier
  - Ravebek-armspier
  - Driehoofdige armstrekker
  - Tweehoofdige armbuiger
  - Opperarmspier
  - Ronde vooroverkantelaar

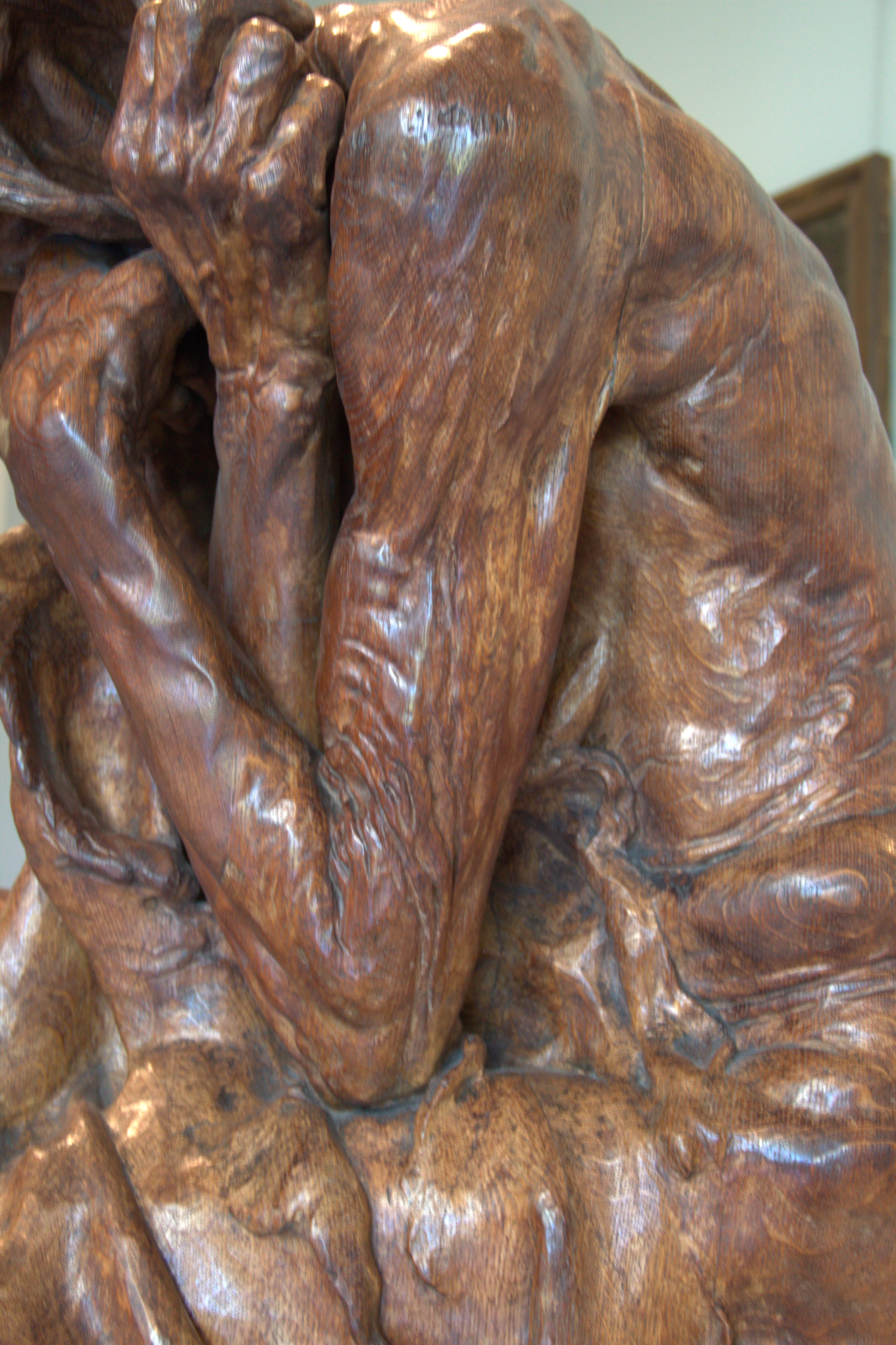
Armen bij een sculptuur van Jules Desbois

  - Lange strekker van de handwortel naar de spaakbeenzijde
  - Korte strekker van de handwortel naar de spaakbeenzijde
  - Gemeenschappelijke vingerstrekker
  - Buiger van de handwortel naar de spaakbeenzijde
  - Lange handpalmspier
  - Buiger van de handwortel naar de ellepijpzijde
  - Strekker van de handwortel naar de spaakbeenzijde
  - Oppervlakkige vingerbuiger
  - Lange duimbuiger
  - Afvoerder van de pink
  - Korte afvoerder van de duim
  - Lange afvoerder van de duim
  - Korte duimstrekker
  - Tussenbeenspier (hand)
- bloedvoorziening
- innervatie

## Pathologie
Veel voorkomende problemen ter hoogte van de arm zijn:
- Botbreuken
- RSI

## Zie ook

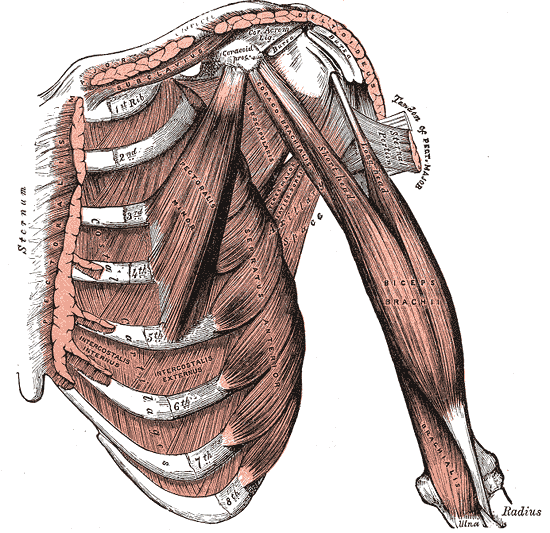
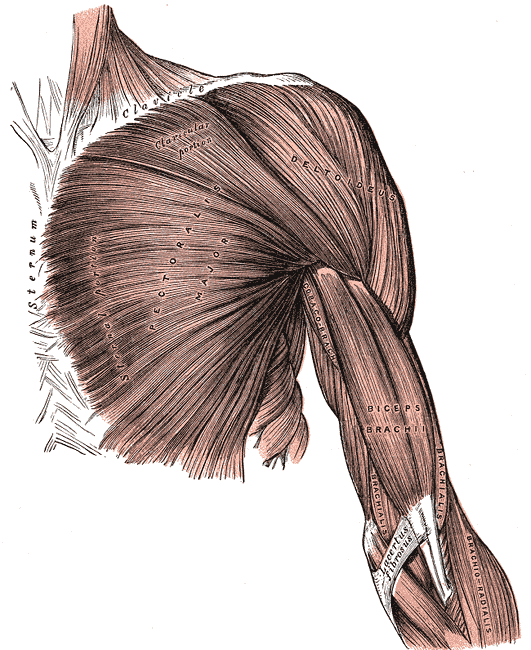
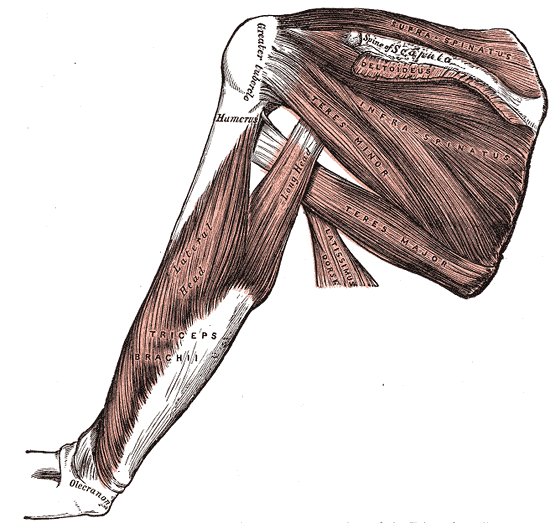
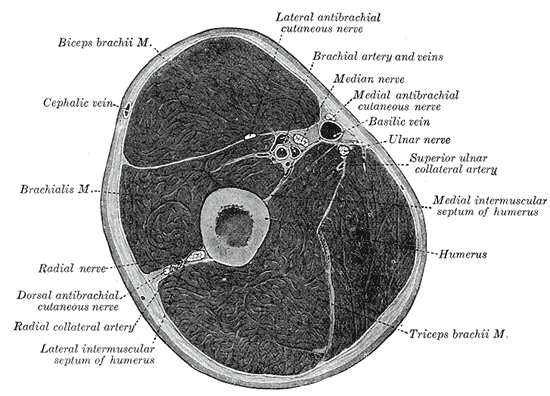